# Hybothecus
Hybothecus is een geslacht van kevers uit de familie van de loopkevers (Carabidae). De wetenschappelijke naam van het geslacht is voor het eerst geldig gepubliceerd in 1874 door Chaudoir.

## Soorten
Het geslacht Hybothecus omvat de volgende soorten:
- Hybothecus aequatorius (Chaudoir, 1878)
- Hybothecus aequidianus (Moret, 1997)
- Hybothecus anomalus (Chaudoir, 1878)
- Hybothecus flohri (Bates, 1882)
- Hybothecus incrassatus Chaudoir, 1874
- Hybothecus mateui (Straneo, 1958)
- Hybothecus sculptilis (Putzeys, 1878)